# Barceloneta (métro de Barcelone)
Pour les articles homonymes, voir Barceloneta.
Barceloneta est une station de la ligne 4 du métro de Barcelone. Elle est située sur la rue Doctor Aiguader, proche de la limite entre le quartier de La Barceloneta, où elle se trouve, et le quartier gothique, dans le district Vieille ville de Barcelone, en Catalogne.
Mise en service en 1976, c'est une station des Transports Metropolitans de Barcelona (TMB) elle est desservie suivant les horaires applicables sur l'ensemble du réseau.

## Situation sur le réseau
Établie en souterrain, la station Barceloneta est située sur la ligne 4 du métro de Barcelone, entre les stations Jaume I, en direction de Trinitat Nova, et Ciutadella - Vila Olimpica, en direction de La Pau.

## Histoire
La station Barceloneta est mise en service le 15 mars 1976, lors de l'ouverture à l'exploitation du tronçon en provenance de la station Correos, fermée depuis, de la ligne L4 du métro de Barcelone.
En 1990, deux accès sont supprimés en raison de modifications urbaines en surface. La station ne dispose plus que d'une seule entrée, avec un escalier fixe de 2,35 mètres de large, donnant sur la Plaza de Paul Vila. En 2008, pour rendre la station accessible aux personnes à mobilité réduite, des ascenseurs sont installés. En 2016 les quais sont rehaussés pour permettre « l'embarquement et le débarquement des fauteuils roulants et des poussettes », et en 2017, l'accès de surface est totalement refait, sa largeur est portée à 5 mètres pour permettre l'élargissement de l'escalier fixe et l'ajout en parallèle d'un escalier mécanique. Ces derniers travaux ont été rendus nécessaires du fait de la fréquentation de cet accès qui voit passer, quotidiennement, entre 20 000 et 40 000 personnes suivant le jour et la période de l'année.

## Services aux voyageurs

### Accès et accueil
La station dispose d'un seul accès : avec une bouche, avec escalier et escalier mécanique, à l'angle entre la rue du Dr. Aiguader et la Pla de Palau et de l'autre côté de cette voie un ascenseur. Ils mènent à l'unique hall qui dispose d'automate pour les titres de transports et des tourniquets du contrôle de l'accès au métro. Au niveau inférieur, accessible par escalier, escalier mécanique et ascenseur, se trouve la plateforme de 92 mètres de long qui dispose de deux voies centrales et deux quais latéraux. La station est accessible aux personnes en situation de handicap.

### Desserte
Barceloneta est desservie par les rames de la ligne, ligne 4 du métro de Barcelone suivant les horaires et tarifs identiques sur l'ensemble des lignes du réseau (voir Horaires et tarification).

Vues de la station
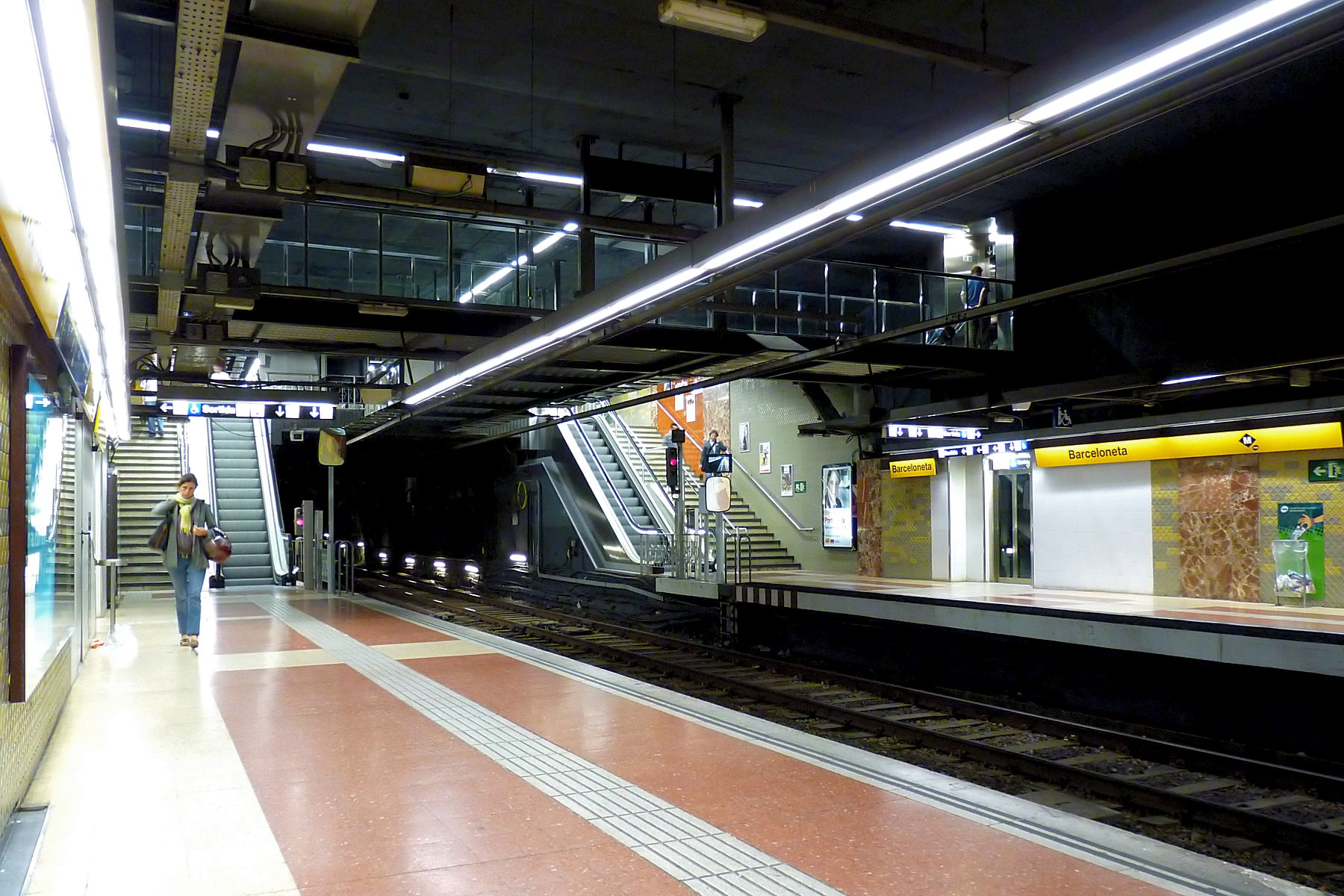
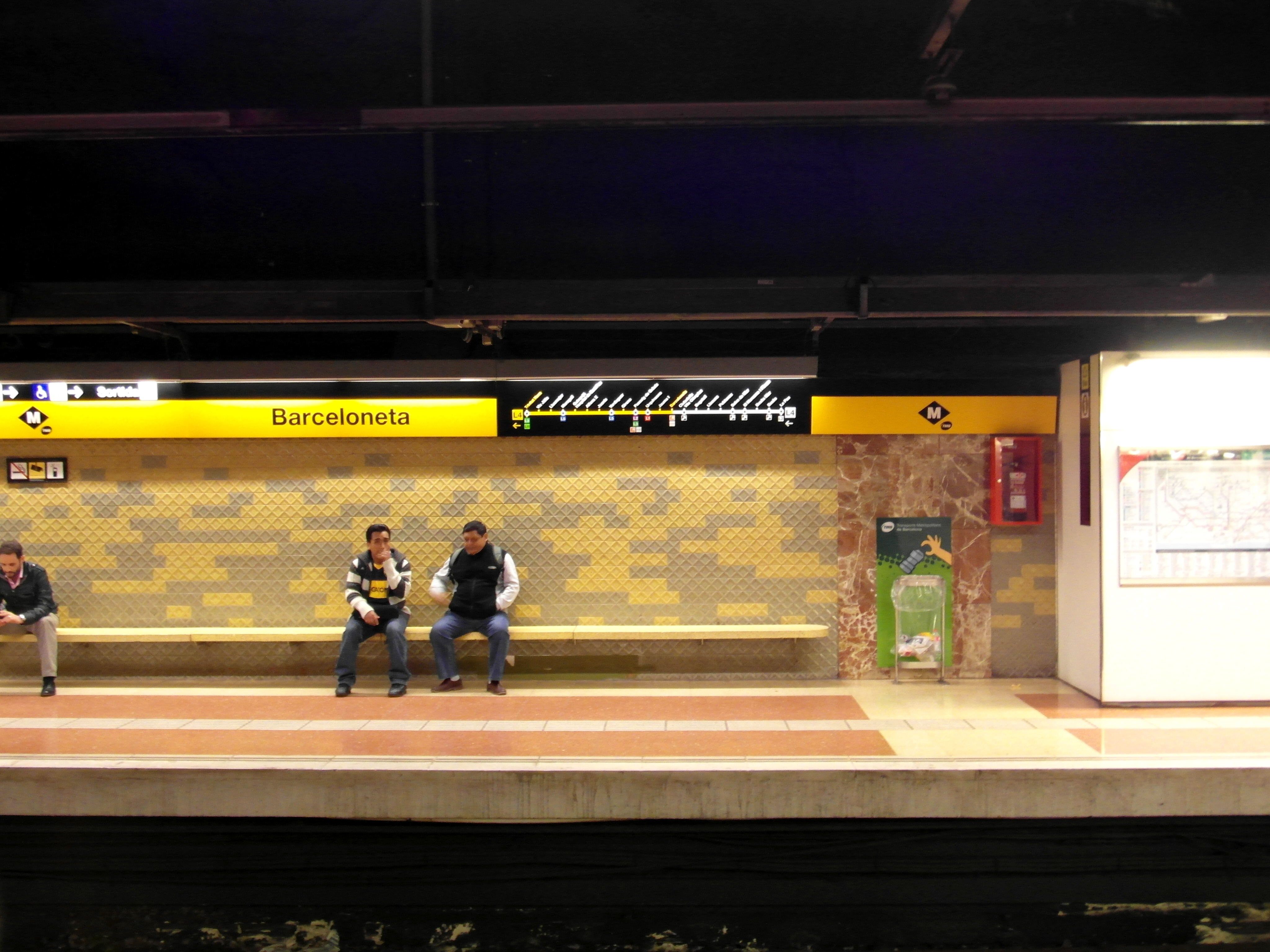
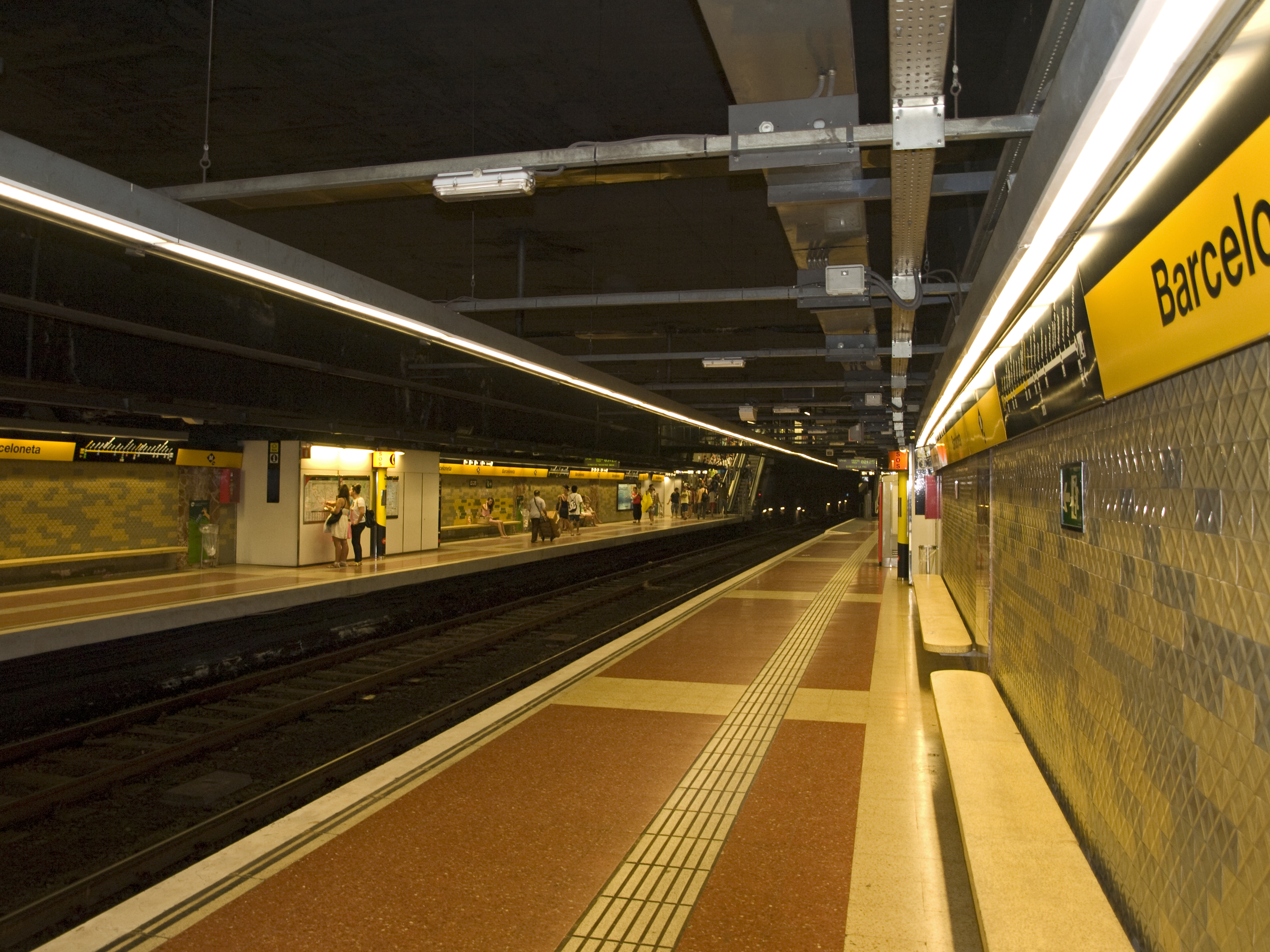

### Intermodalité
Plusieurs arrêts de bus urbains sont situés à quelques mètres de la station. La gare de Barcelone-França, située à 500 mètres, ne dispose pas d'une liaison spécifique de correspondance avec la station.

## À proximité
Proche du centre historique, du port Vell et de la mer elle dessert (station de métro la plus proche) plusieurs sites, notamment le musée d'archéologie de Catalogne, la Loge de mer de Barcelone et l'Aquarium de Barcelone.